# Miyuki Kanbe
Miyuki Kanbe (神戸 みゆき, Kanbe Miyuki, née le 7 mai 1984 à Kawasaki (Kanagawa), morte le 18 juin 2008 à Tokyo), est une actrice, mannequin et chanteuse japonaise.

## Carrière
Kanbe incarne Sailor Moon dans les comédies musicales Sailor Moon de 2000 à 2001. Kanbe est choisie parmi 500 femmes pour le rôle. Une grande partie de sa carrière implique des rôles physiquement exigeants.
Elle est choisie pour le rôle d'Éponine dans la production japonaise des Misérables et dans Miss Saigon.
Comme chanteuse, elle est l'interprète du générique Pichi Pichi Pitch : La Mélodie des sirènes et d'autres chansons de sa bande originale.
Elle est forcée de les abandonner en raison d'une mauvaise santé en février 2007. Elle fait alors de nombreux allers et retours à l'hôpital. En juin 2008, elle est active et manifeste sa volonté de poursuivre sa carrière. Cependant elle meurt d'une insuffisance cardiaque soudaine le 18 juin 2008 à 4 h 8. Ses funérailles ont lieu à Kawasaki, Kanagawa le 21 juin 2008.

## Filmographie
- 2003 : Battle Royale 2: Requiem
- 2003 : Shinano no koronbo jiken fairu 4: Togurashi densetsu satsujin jiken (TV)
- 2005 : Kamen Rider Hibiki & The Seven Senki
- 2005 : Gekijôban kamen raidâ Hibiki to shichinin no senki
- 2005-2006 : Kamen Rider Hibiki (série télévisée, 48 épisodes)
- 2006 : Kyôto chiken no onna (série télévisée, 6 épisodes)

## Source de la traduction
- (en) Cet article est partiellement ou en totalité issu de l’article de Wikipédia en anglais intitulé « Miyuki Kanbe » (voir la liste des auteurs).